# Facla

Facla a fost o publicație din perioada interbelică din România, cu orientare de centru-stânga și antimonarhică, ce se autodefinea ca o „revistă literară, politică, economică și socială”, condusă de N. D. Cocea.
Tudor Arghezi, începând cu anul 1912, a publicat în revista Facla versuri, pamflete și articole polemice. Camil Petrescu, sub pseudonimul Raul D., a debutat în această revistă, în anul 1914, cu articolul „Femeile și fetele de azi”.  